# 卡斯特·莱希
卡斯特·莱希（Kersten Reich，1948年8月14日出生于德国汉堡市）是一位德国教育学家。从1979年开始他在科隆大学任普通教育学的教授。他是交互构建主义的创始人，并以其构建主义的教育学和教育法理论而著称。

## 生平
莱希首先学意识和政治学，并且通过了教师必须通过的国家考试。此后他又转学心理学、教育学和哲学。1976年他以《普通教学法理论研究》为命题获得哲学博士学位。1978年他以《教育和知识》为命题获得大学授课资格。他在英国、美国和中国曾工作合研究很长时间。他已婚，有两个孩子。

## 成就
在教育学方面莱希主要以他1970年代写的博士论文《普通教学法理论研究》而著称。在这篇著作中他比此前任何人对教学法理论严谨地进行了综合分析，并完整地显示了教学法理论的教育学基础。并完整地显示了教学法理论的教育学基础。在他的大学授课资格论文中他明显地趋向构建主义。在1990年代他提出了交互构建主义。这个理论将自己看作是追寻社会和文化的构建主义，它与约翰·杜威的实用主义一脉相承。因此莱希在科隆建立的杜威中心是与美国的杜威中心合作建立的。1998年他发表了长达两卷的（视野的秩序），这部著作是交互构建主义的主要著作。在这部著作中他使用最新的认识论研究结果阐明了为什么构建主义者不仅适用观察理论，而且总是要考虑参加者的角色及其相互关系。在两部著名的著作中莱希又将其理论结构应用到教育学和教学法中。在（系统交互构建主义教育学）中他阐明了构建主义和团系统性工作在教育学中的应用。他不仅阐明了沟通，而且尤其对基本概念和应用作了阐述。这本书现在已经五次翻版，可以被看作是这个领域的一部经典著作。在（构建教学法）中他详细地描写了构建主义教学和学习在实践中的应用。这部书也已经三次翻版。书中介绍的技术综述可以使读者对教学和学习技术获得一个一览。

## 著作
- （教学法作为教学科学），与和一同编辑，出版社，斯图加特，1976年
- 《普通教学法理论研究》，出版社，斯图加特，1978年
- （教育和认识），出版社，斯图加特，1979年
- （关系作为学习内容，古代中国哲学和教育学），与一同发表，出版社，明斯特，1997年
- ，第一卷，出版社，诺依维德，1998年
- ，第二卷，出版社，诺依维德，1998年
- ，出版社，魏因海姆，2005年第五版
- ，出版社，魏因海姆，2006年第三版